# Dobong-gu

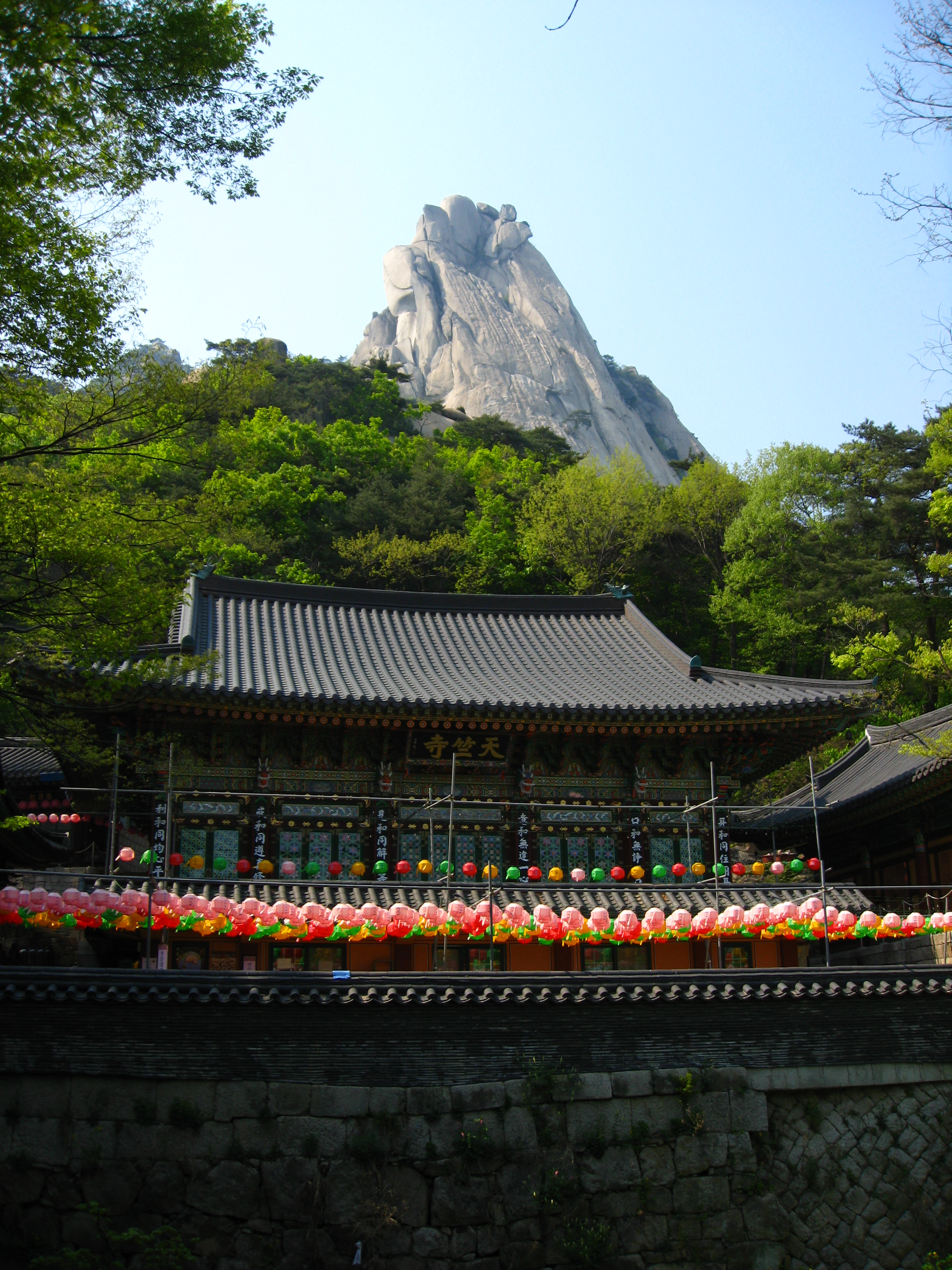
Templo budista de Cheonchuksa

Dobong-gu é um gu (distrito de governo local) de Seul, a capital da Coreia do Sul. Está localizado ao norte do rio Han.

## Divisões administrativas
Dobong-gu é composto por quatro dong (bairros):
- Dobong-dong (도봉동 道峰洞) 1, 2
- Banghak-dong (방학동 放鶴洞) 1, 2, 3
- Ssangmun-dong (쌍문동 雙門洞) 1, 2, 3, 4
- Chang-dong (창동 倉洞) 1, 2, 3, 4, 5

## Símbolos
- Árvore: Pinheiro
- Flor: Rosa de escalada
- Pássaro: Pombo

## Pontos de interesse
- Cheonchuksa
- Dobongsan
- Dobongseowon
- Museu Folclórico de Onggi
- Parque Balbadak
- Praça Banghak Sagye
- Yeonsangunmyo

## Transportes

### Ferroviário
- Korail

- Linha 1 do Metrô de Seul

(Uijeongbu) ← Dobongsan — Dobong — Banghak — Changdong — Nokcheon → (Nowon-gu)
- Metrô de Seul

- Linha 4 do Metrô de Seul

(Nowon-gu) ← Chang-dong — Ssangmun → (Gangbuk-gu)
- Seoul Metropolitan Rapid Transit Corporation

- Linha 7 do Metrô de Seul

(Uijeongbu) ← Dobongsan → (Nowon-gu)